# Meganissi
Meganissi (tiếng Hy Lạp: ?) là một khu tự quản ở vùng Ionia, Hy Lạp. Khu tự quản Meganissi có diện tích 22 km², dân số theo điều tra ngày 18 tháng 3 năm 2001 là 994 người.